# Arianne Ribot
Ariagne Ribot Laugoy (17 agosto 1977) è una schermitrice cubana.

## Palmarès
In carriera ha conseguito i seguenti risultati:
- Giochi Panamericani:

Santo Domingo 2003: oro nella spada a squadre e bronzo nel fioretto individuale.
Rio de Janeiro 2007: bronzo nel fioretto a squadre.